# Amomum trichostachyum
Amomum trichostachyum är en enhjärtbladig växtart som beskrevs av Arthur Hugh Garfit Alston. Amomum trichostachyum ingår i släktet Amomum och familjen Zingiberaceae.
Artens utbredningsområde är Sri Lanka. Inga underarter finns listade i Catalogue of Life.